# Elizabeth Gregory
Elizabeth Gregory (Dunedin, 4 de marzo de 1901-22 de octubre de 1983) fue una profesora universitaria de ciencias domésticas neozelandesa.

## Trabajos seleccionados
- Buena nutrición:principios y menús, 1940
- Un estudio de algunas dietas de Nueva Zelanda, 1934
- Un estudio del metabolismo de las grasas con especial referencia a la nutrición en dietas sin grasa, 1932.

## Premios y reconocimientos
- En los Honores de Año Nuevo de 1961, fue nombrada Oficial de la Orden del Imperio Británico.[2]
- En 1953, Elizabeth Gregory recibió la Medalla de Coronación de la Reina Isabel II . [3]

- Beca Elizabeth Gregory en la Universidad de Otago [4]